# Obzova
Obzova är en bergstopp i Kroatien. Den ligger i den centrala delen av landet, 140 km sydväst om huvudstaden Zagreb. Toppen på Obzova är 569 meter över havet. Obzova ligger på ön Krk.
Terrängen runt Obzova är lite kuperad. Havet är nära Obzova åt sydväst.  Närmaste större samhälle är Krk, 9,6 km väster om Obzova. Trakten runt Obzova består till största delen av jordbruksmark.